# Chaetomium microascoides
Chaetomium microascoides är en svampart som beskrevs av Guarro 1985. Chaetomium microascoides ingår i släktet Chaetomium och familjen Chaetomiaceae.   Inga underarter finns listade i Catalogue of Life.